# 余承业 (1920年)
余承业（1920年11月—2015年11月17日），男，浙江温州人，中国机械制造专家，曾任南京航空学院副院长、院长、教授、博士生导师。